# 圣西尔格拉卢特尔
圣西尔格拉卢特尔（法語：Saint-Cirgues-la-Loutre，法語發音：[sɛ̃ siʁɡ la lutʁ]）是法国科雷兹省的一个市镇，位于该省南部偏东，属于蒂勒区。

## 地理
圣西尔格拉卢特尔（45°4'43"N, 2°5'55"E）面积18.41 平方千米，位于法国新阿基坦大区科雷兹省，该省份为法国中南部省份，北起上维埃纳省和克勒兹省，西接多爾多涅省，南至洛特省，东临多姆山省和康塔爾省。
与圣西尔格拉卢特尔接壤的市镇（或旧市镇、城区）包括：克罗德蒙特韦尔、鲁菲亚克、圣热涅奥梅尔、圣于连欧布瓦、圣普里瓦。

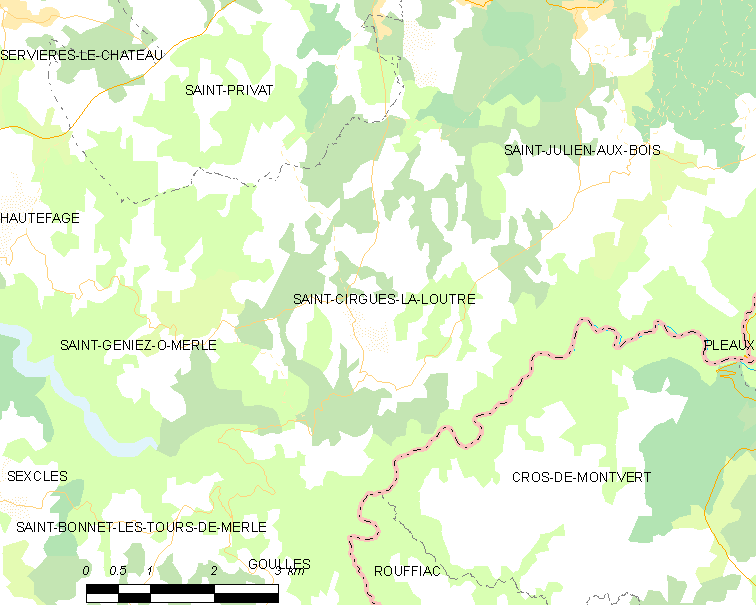
圣西尔格拉卢特尔的OSM定位图

圣西尔格拉卢特尔的时区为UTC+01:00、UTC+02:00（夏令时）。

## 行政
圣西尔格拉卢特尔的邮政编码为19220，INSEE市镇编码为19193。

## 政治
圣西尔格拉卢特尔所属的省级选区为多尔多涅河畔阿让塔县。

## 人口

1962-2008年间圣西尔格拉卢特尔人口变化图示

圣西尔格拉卢特尔于2022年1月1日时的人口数量为179人。